# كيث روتر
كيث روتر (بالإنجليزية: Keith Rutter)‏ هو لاعب كرة قدم بريطاني في مركز الدفاع، ولد في 10 سبتمبر 1934 في ليدز في المملكة المتحدة. لعب مع كولتشستر يونايتد وكوينز بارك رينجرز.